# Symforiana
Symforiana, Symforianna – imię żeńskie pochodzenia greckiego, oznaczające „stosowna, odpowiednia”. Wśród patronów tego imienia – św. Symforian z dzisiejszego Autun we Francji, żyjący w III wieku.
W styczniu 2024 r. w rejestrze PESEL, wśród publicznie dostępnych danych dotyczących osób żyjących, nie wykazano kobiet o imieniu Symforiana lub Symforianna nadanym jako imię pierwsze.
Symforiana imieniny obchodzi 22 sierpnia.
Męski odpowiednik: Symforian.